# 북부루손자이언트구름쥐
북부루손자이언트구름쥐(Phloeomys pallidus)는 쥐과에 속하는 설치류의 일종이다. 대형 설치류로 필리핀 루손섬의 토착종이다.

## 특징
대형 쥐과 동물로 몸무게가 약 2.5kg으로 크며, 그래서 표준적인 작은 포유류 덫으로 포획할 수 없었다. 이 때문에 북부루손자이언트구름쥐에 대한 연구가 쉽지 않다. 남부자이언트가는꼬리구름쥐(Phloeomys cumingi)와 함께 큰구름쥐속(Phloeomys)에 속하는 유일한 2종 중의 하나이다. 포유류 과 중에서 가장 풍부한 종을 포함하고 있는 쥐목 쥐과에 속한다. 큰구름쥐속에 속하는 두 종은 무성한 털이 있는 꼬리 때문에 쥐과에 속하는 다른 모든 설치류와 구별된다. 북부루손자이언트구름쥐는 가는 꼬리는 가진 근연종 남부자이언트가는꼬리구름쥐와 구별된다. 북부루손자이언트구름쥐는 털이 길고 무성하며, 색깔과 무늬가 아주 다양하다. 털은 보통 희고, 얼굴과 목덜미 쪽은 검지만 전체적으로는 희다고 할 수 있다.

## 같이 보기
- 큰구름쥐족